# 近江鉄道モハ9形電車
近江鉄道モハ9形電車（おうみてつどうモハ9がたでんしゃ）は、近江鉄道に在籍した電車の形式。クハ1208と編成を組む制御電動車で全1両、1990年12月27日廃車。

## 概要
直流1,500 Vで電化した際に投入されたデハ1形デハ1を、1963年に木造車の鋼体化改造名義で西武鉄道クハ1214またはクハ1215の車体に取り替えたもので、台車・機器はデハ1から継承している。
モハ9と同時に鋼体化改造を受けたクハ1208形クハ1208と連結して2両編成を組成した。
廃車は1990年12月27日であるが、1984年12月末時点で既に保留車となっていた。また、廃車後も車両は解体されることなく彦根駅の貨物ヤード跡地に留置され、2004年までは姿を見ることができた。しかし2004年の彦根駅東口開発整備事業によってクハ1208などと共に解体された。

## 編成
| ← 貴生川米原 → |            |
| モハ9形        | クハ1208形 |
| モハ9          | クハ1208   |
| 1989年現在     |            |

## 諸元
この節の参考文献や出典は#を除き白土 (1970) による。#は白水 (1985) および京大鉄研 (1987) 。
- 最大寸法　長16,820 (16,910#)×幅2,715×高4,165 (mm)
- 自重　28.5 (34.5#) t
- 台車　KS33L (DT12#)
- 電動機　70PS (MT-15C 104kW#)×4個
- 制御装置　PC101C2 (CS5-9+CB8A#)
- 制動装置　AMJ (AMA#)
- 製造年月　1928年4月[注 1]
- 製造所　川崎造船所[注 1]

## 前身
詳細は近江鉄道デハ1形電車を参照。
車籍・走行機器の継承元であるデハ1形は、近江鉄道が電化区間を全線に広げると同時に直流1,500 Vへ昇圧した1928年に導入された車両である。当時の親会社である宇治川電気電鉄部の前身である神戸姫路電気鉄道が開業した際に新造された1形の不要車体を譲受し、川崎造船所にて住友金属工業KS33L台車をはじめとする主要機器を組みつけてデハ1形1～9として竣工した。その後デハ2～9については荷物室が設置されてデハニ2～9へ改称された。1950年代後半になると車体の老朽化が目立ち始めたため鋼体化改造が行われることとなり、デハ1はモハ9に、デハニ2～9はモハ1形1～6およびモハ7形7～8となった。